# Яєчна атака

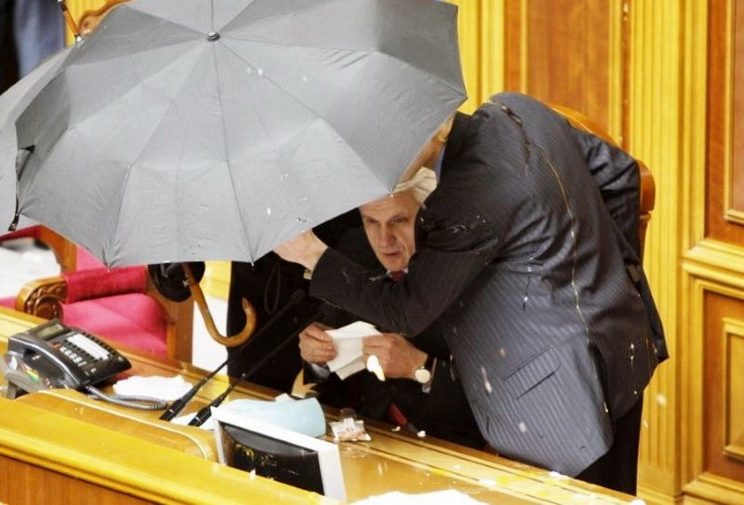
Володимир Литвин під час прийняття «Харківських угод»

Яє́чна ата́ка (англ. egging) — розповсюджений публіцистичний термін, який полягає у киданні сирого яйця під час масових акцій у ту чи іншу відому особу (переважно політиків), з метою демонстрації своєї зневаги до неї або сили, яку ця людина представляє. Офіційною владою такі вчинки розцінюються, як правило, як дрібне хуліганство, а «нападників» заарештовують.

## Історія
Традиція виражати протест через кидання їжі має давнє походження. У 63 році н. е. римський правитель Веспасіан отримав управління над Африкою. Незадоволені піддані, обурені його каральною політикою, закидали майбутнього імператора ріпою. У період з 80-90-х років XVI століття до 20-х років XVII століття глядачі кидали тухлі яйця в акторів, якщо вистава їм не подобалася. З часом "egging" перейшов з культурної сфери в політичну, ставши формою ненасильницького протесту. Цей метод був досить невинним, щоб вважатися дрібним хуліганством, але досить ефектним, щоб досягти мети публічного приниження.

## Яєчні атаки в Україні
- Найгучнішою яєчною атакою за всю новітню історію України став інцидент в Івано-Франківську 24 вересня 2004 року під час Президентських виборів 2004, жертвою якої став тодішній кандидат на цю посаду, прем'єр-міністр України Віктор Янукович. Безпрецедентним в історії став той факт, що постраждалий знепритомнів на місці події, був доставлений у лікарню, а після одужання заявив про отримання «черепно-мозкової травми».[1] Соратники Януковича заявляли про влучання «тяжких та важких предметів», «акумуляторів» тощо, однак на відеозйомках (напр. відео [2]) було чітко зафіксоване саме яйце, яке влучило в груди постраждалому.
- В 1994 в цьому ж місті жертвою яєчної атаки став Леонід Кучма

Від яєчних атак також потерпали:

Янукович падає у момент влучання у нього яйця

- лідерка партії «Батьківщина» Юлія Тимошенко[3];
- лідерка ПСПУ Наталія Вітренко;
- мер Ужгорода Віктор Погорєлов;
- телеведучий-провокатор Олексій Дурнєв[4];
- у Івано-Франківську журналіста Руслана Коцабу, закидали яйцями та облили зеленкою[5];
- Голова Верховної Ради Володимир Литвин під час прийняття «Харківських угод»[6];
- у жовтні 2014 в Миколаєві активісти закидали Нестора Шуфрича яйцями з криками «Геть з Миколаївщини!»[7].

## Яєчні атаки у світі
На початку XXI століття жертвами яєчних атак стали відомі політики та громадські діячі:
- Невідомий чоловік кинув три яйця в британського короля Чарльза III і королеву-консорт Каміллу під час їхнього візиту до Йоркшира[8]
- Англійська королева Єлизавета II[9]
- Губернатор Каліфорнії Арнольд Шварценеггер[10]
- Фінансист Джордж Сорос[11]
- Канцлер Німеччини Ґерхард Шредер
- Видатний шахіст Гаррі Каспаров[12]
- Лідер ЛДПР Володимир Жириновський[13]
- Голова Націонал-більшовицької Партії РФ Едуард Лімонов[14]
- Анатолій Чубайс
- Міністр освіти РФ Андрій Фурсенко[15]
- Віце-спікер Державної Думи РФ Любовь Сліска

Жертвами яєчних атак можуть бути також посольства, кораблі та інше. Так, наприклад, за останні роки від яєчних атак потерпали:
- Латвійське посольство в Росії
- Нідерландське судно Лангенорт (Langenort)
- організація «Жінки на хвилях»

Приводом для яєчної атаки можуть бути і пристрасті спортивних вболівальників, наприклад атака італійських вболівальників на Данське посольство в Мілані.

## Альтернатива яєчним атакам
Широко розповсюдженою альтернативною «зброєю», яка використовується хуліганами для демонстрації недовіри до знаних людей є торт.
Традицію закидувати відомих осіб тортами заснував бельгієць Ноель Годен — лідер руху «Міжнародні тістечкові бригади». Від «бойовиків» цієї організації постраждали такі відомі особи, як Білл Гейтс, Мішель Камдесю, Жан Люк Годар та інші. Серед постраждалих від кидання торту також видатний композитор Раймонд Паулс, в якого влучили тортом під час проведення конкурсу в Юрмалі.